# 翼朴
翼朴（学名：Pteroceltis tartarinowii），也稱青檀，是大麻科下的一種，是翼朴属唯一一种。是中國特有的落葉喬木，廣泛分布於19個省區。樹木可高達20米，樹皮是製作宣紙必備的兩種原料之一。